# Apertura di gioco semichiuso
Con la locuzione apertura di gioco semichiuso (o partita semichiusa) si indica un'apertura scacchistica caratterizzata dalle risposte diverse da 1…d5 a:
1. d4

La risposta 1…d5 dà origine alle aperture di gioco chiuso.

## Analisi
La categoria di aperture di gioco semichiuso di gran lunga più praticate sono i cosiddetti sistemi indiani, caratterizzati da 1.d4 Cf6. Dato che queste difese hanno molte caratteristiche comuni ed una mole di analisi teoriche molto maggiore di tutte le altre aperture semichiuse messe assieme, esse vengono di solito analizzate separatamente.
Delle risposte a 1.d4 diverse da 1…d5 e dalla difesa indiana, le più importanti sono la difesa olandese e la difesa Benoni.
La difesa olandese, un'apertura aggressiva adottata per un certo periodo da Aleksandr Aleksandrovič Alechin e Michail Botvinnik, e giocata sia da Botvinnik che dallo sfidante David Bronštejn nelle partite del campionato del mondo di scacchi 1951, è giocata ancora occasionalmente ai massimi livelli da Nigel Short e altri.
L'altra difesa abbastanza comune è la Benoni che può avere sviluppi molto turbolenti quando evolve nella variante moderna, mentre altre continuazioni sono più solide.
Le difese di gioco semichiusi restanti sono più inusuali. La difesa polacca non è mai stata molto popolare, anche se è stata provata da Boris Spasskij, Ljubomir Ljubojević e István Csom tra gli altri. La difesa Keres (conosciuta anche come difesa canguro) è pienamente giocabile, ma tende spesso per trasposizione di mosse a diventare una difesa olandese, una difesa nimzo-indiana o una difesa bogo-indiana. La difesa Lundin è un'apertura poco comune che tende a diventare una difesa Nimzowitsch dopo 1.d4 Cc6 2.e4 o una difesa Chigorin dopo 2.c4 d5, anche se può condurre a linee originali per esempio dopo 1.d4 Cc6 2.d5 o 2.c4 e5. Il gambetto Englund è un sacrificio dubbio e giocato raramente.

## Continuazioni
- 1.d4 b5 difesa polacca
- 1.d4 c5 difesa Benoni
- 1.d4 Cc6 difesa Lundin
- 1.d4 d6
- 1.d4 e5 gambetto Englund
- 1.d4 e6 2.c4 b6 difesa inglese
- 1.d4 e6 2.c4 Ab4+ difesa Keres
- 1.d4 Cf6 difesa indiana
- 1.d4 f5 difesa olandese
- 1.d4 e6 difesa Horwitz